# Jules-Constant Auzimour
Jules-Constant Auzimour (né le 16 août 1893 à Misserghin en Algérie, fils de colons d’Afrique du Nord,, et mort à Paris le 8 mars 1941) est un médecin français, qui s’associe aux débuts de l’anthroposophie en France par sa femme, Elsa Prozor.

## Biographie
Auzimour vient d’une famille possédant de vastes propriétés en Algérie. Lors de l’étude de la médecine à Oran, il se voit mobilisé lors du déclenchement de la Première Guerre mondiale et affecté à l’hôpital militaire de Nice, ou il rencontre Elsa .

### Service militaire
Il fait partie de l’ordre de mobilisation générale le 2 août 1914, il monte les rangs, pour devenir médecin auxiliaire le 7 avril 1916 et s’attache à divers sections d’artillerie et d’infanterie. Il est déclaré inapte pendant deux mois, à partir du 1er mai 1918 pour une sclérose auriculaire bilatérale avec un début de catarrhe naso-pharigien et de l’hypertrophie amygdalienne. Cette maladie progresse vers une surdité progressive au courant de l’année 1918. Envoyé en congé illimité en 1919, il se retire du service militaire à Marseille. Il servira au campagne contre l’Allemagne lors de la guerre. Il se distingue par son courage lors de l’attaque du 6 septembre 1916, car sa présence était utile lors de l’évacuation rapide des blessés dans des conditions "particulièrement dangereuses" .
En 1923, il est nommé « Médecin aide major de 2e classe » par décret et est réintégré à son unité d’origine en 1924. Il sera promu au grade de « Médecin aide major de 1ere classe de réserve » en 1927. Il sera maintenu au gouvernement militaire de Paris au Service de santé. Il sera partie de l’armée territoriale de 1927 à 1934, devenant membre de la réserve de l’armée territoriale de 1934 jusqu’à sa libération de service militaire en octobre 1941 .
Son dossier mentionne qu’il a des cheveux châtains, des yeux bleus, avec un long visage, mesurant 182 cm .

### Vie personnelle et professionnelle
Il épouse Elsa en 1919. Quand il termine ses études en médecine à Marseille, le couple s’installe à Paris. Auzimour, spécialiste en oto-rhino-laryngologie, est l’un des fondateurs de la clinique Franklin, au XVIe arrondissement.
En 1924, Auzimour invite Rudolf Steiner et Ita Wegman de venir faire la rencontre de plusieurs médecins français, dont Robert Lavezzari et Simon Schlumberger, mettant Elsa en contact avec les invités, formant les débuts de l’implantation de l’anthroposophie en France.